# Sura (Koran)

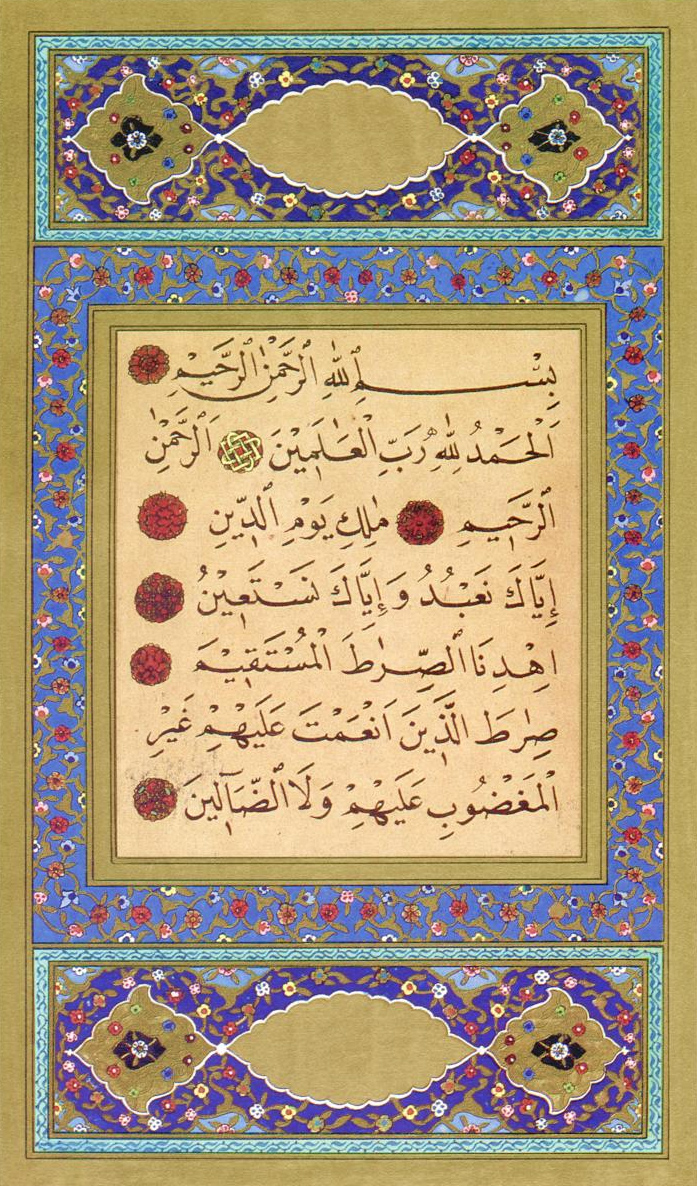
Pierwsza sura Koranu - Al-Fatiha (Sura Otwierająca)

Sura (arab. ‏سورة‎ sūrah, l.mn ‏سور‎ suwar) – nazwa rozdziału Koranu. 
Koran składa się ze 114 sur: 90 sur mekkańskich i 24 medyńskich (medyneńskich).  Sury dzielą się na ajaty (wersy), których jest łącznie 6204-6236 (w zależności od sposobu liczenia). Innym sposobem podziału Koranu jest podział na 30 dżuz, dzielących się na dwa hizby. Ten drugi podział stosowany jest podczas recytacji Koranu.
Sury mają swoje nazwy (czasami kilka nazw). Często za nazwę podawany jest incipit. Prawie wszystkie sury rozpoczynają się formułą basmala (bi-ismi Allahi ar-Rahmani ar-Rahim – „w imię Boga (Allaha) miłosiernego, litościwego”). Wyjątek stanowi jedynie sura dziewiąta.
We współczesnych redakcjach Koranu sury ułożone są według długości – od najdłuższej do najkrótszej. Jest kilka odstępstw od tej zasady, mających prawdopodobnie korzenie historyczne. Najbardziej znaczącym wyjątkiem jest najważniejsza z nich, Al-Fatiha (Sura otwierająca). Kolejność sur nie odzwierciedla kolejności ich powstawania.
Słowo sura jest specyficzne dla Koranu. Nie pojawia się wcześniej i nie jest używane w innych kontekstach. Nie powinno się też zrównywać sur z biblijnymi księgami czy rozdziałami. Pod względem gatunku, surom bliżej jest do biblijnych psalmów.

## Lista sur Koranu
| - 1. Al-Fatiha (Sura Otwierająca) - 2. Al-Bakara (Krowa) - 3. Al Imran (Rodzina Imrana) - 4. An-Nisa (Kobiety) - 5. Al-Ma'ida (Stół Zastawiony) - 6. Al-Anam (Trzody) - 7. Al-Araf (Wzniesione krawędzie) - 8. Al-Anfal (Łupy) - 9. At-Tauba (Skrucha) - 10. Junus (Jonasz) - 11. Hud (Hud) - 12. Jusuf (Józef) - 13. Ar-Rad (Grzmot) - 14. Ibrahim (Abraham) - 15. Al-Hidżr (Hidżr) - 16. An-Nahl (Pszczoły) - 17. Al-Isra (Podróż nocna) - 18. Al-Kahf (Grota) - 19. Marjam (Maria) - 20. Ta Ha (Ta Ha) - 21. Al-Anbija (Prorocy) - 22. Hadż (Pielgrzymka) - 23. Al-Muminun (Wierni) - 24. An-Nur (Światło) - 25. Al-Furkan (Rozróżnienie) - 26. Asz-Szuara (Poeci) - 27. An-Naml (Mrówki) - 28. Al-Kasas (Opowiadanie) - 29. Al-Ankabut (Pająk) - 30. Ar-Rum (Bizantyjczycy) - 31. Lukman (Lokman) - 32. As-Sadżda (Pokłon) - 33. Al-Ahzab (Frakcje) - 34. Saba (Sabejczycy) - 35. Fatir (Stwórca) - 36. Ja Sin (Ja Sin) - 37. As-Saffat (Szeregi) - 38. Sad (Sad) | - 39. Az-Zumar (Grupy) - 40. Al-Ghafir (Przebaczający) - 41. Fussilat (Wyjaśnione) - 42. Asz-Szura (Narada) - 43. Az-Zuchruf (Ozdoby) - 44. Ad-Duchan (Dym) - 45. Al-Dżadhija (Przyklękająca) - 46. Al-Ahkaf (Piaszczyste wydmy) - 47. Muhammad (Mahomet) - 48. Al-Fath (Zwycięstwo) - 49. Al-Hudżurat (Komnaty) - 50. Kaf (Kaf) - 51. Adh-Dharijat (Rozpraszające) - 52. At-Tur (Góra) - 53. An-Nadżm (Gwiazda) - 54. Al-Kamar (Księżyc) - 55. Ar-Rahman (Miłosierny) - 56. Al-Wakija (Wydarzenie) - 57. Al-Hadid (Żelazo) - 58. Al-Mudżadlia (Dysputa) - 59. Al-Haszr (Zebranie) - 60. Al-Mumtahina (Doświadczana) - 61. As-Saff (Szereg) - 62. Al-Dżumuah (Zgromadzenie) - 63. Al-Munafikun (Obłudnicy) - 64. At-Taghabun (Wzajemne Oszukiwanie) - 65. At-Talak (Rozwód) - 66. At-Tahrim (Zakazane) - 67. Al-Mulk (Królestwo) - 68. Al-Kalam (Pióro) - 69. Al-Hakka (Nieuniknione wydarzenie) - 70. Al-Maaridż (Stopnie) - 71. Nuh (Noe) - 72. Al-Dżinn (Dżinny) - 73. Al-Muzammin (Owinięty szatą) - 74. Al-Muddaththir (Okryty płaszczem) - 75. Al-Kijama (Zmartwychwstanie) - 76. Al-Insan (Człowiek) | - 77. Al-Mursalat (Wysłannicy) - 78. An-Naba (Wieść) - 79. An-Nazijat (Wyrywający) - 80. Abasa (Zachmurzył się) - 81. At-Takwir (Zaciemnienie) - 82. Al-Intifar (Rozdzielenie) - 83. Al-Mutaffifin (Oszuści) - 84. Al-Inszikak (Rozerwanie) - 85. Al-Burudż (Konstelacje) - 86. At-Tarik (Gwiazda nocna) - 87. Al-Ala (Najwyższy) - 88. Al-Ghaszija (Oszałamiający) - 89. Al-Fadżr (Jutrzenka) - 90. Al-Balad (Miasto) - 91. Asz-Szams (Słońce) - 92. Al-Lajl (Noc) - 93. Adh-Dhuha (Jasność poranka) - 94. Asz-Szarh (Otwarcie) - 95. At-Tin (Drzewo figowe) - 96. Al-Alak (Zakrzepła krew) - 97. Al-Kadr (Przeznaczenie) - 98. Al-Bajjina (Jasny dowód) - 99. Az-Zalzala (Trzęsienie ziemi) - 100. Al-Adijat (Galopujące) - 101. Al-Karija (Wydarzenie przerażające) - 102. At-Takasur (Współzawodnictwo) - 103. Al-Asr (Pora przedwieczorna) - 104. Al-Humaza (Oszczerca) - 105. Al-Fil (Słoń) - 106. Kurajsz (Kurajszyci) - 107. Al-Maun (Wspomożenie) - 108. Al-Kauthar Al-Kauthar (Obfitość) - 109. Al-Kafirun (Niewierni) - 110. An-Nasr (Pomoc) - 111. Al-Masad (Sznur) - 112. Al-Ichlas (Szczerość wiary) - 113. Al-Falak (Jutrzenka) - 114. An-Nas (Ludzie) |